# Liste der Naturdenkmäler im Bezirk Oberwart
Die Liste der Naturdenkmäler im Bezirk Oberwart listet alle als Naturdenkmal ausgewiesenen Objekte im Bezirk Oberwart im Bundesland Burgenland auf. Bei den Naturdenkmälern handelt es sich überwiegend um Bäume oder Baumgruppen sowie eine Naturhöhle, einen Hohlweg und eine Trockenrasenfläche.

## Naturdenkmäler
| Foto |                 | Name                                  | ID      | Standort                                                               | Beschreibung                                                             | Fläche | Datum |
| ---- | --------------- | ------------------------------------- | ------- | ---------------------------------------------------------------------- | ------------------------------------------------------------------------ | ------ | ----- |
| 1    | Datei hochladen | 1 Rosskastanie                        | OW-054  | Bad Tatzmannsdorf KG: Jormannsdorf GrStNr: 89 Standort                 |                                                                          |        | 1929  |
| 1    | Datei hochladen | 1 Edelkastanie                        | OW-064  | Rechnitz KG: Rechnitz GrStNr: 3344 Standort                            |                                                                          |        | 1934  |
| 1    | Datei hochladen | 8 Stieleichen                         | OW-003  | Großpetersdorf KG: Großpetersdorf GrStNr: 760 Standort                 |                                                                          |        | 1934  |
| 1    | Datei hochladen | 1 Rotbuche                            | OW-065  | Kohfidisch KG: Kirchfidisch GrStNr: 2205 Standort                      | Anmerkung: Keines der NDs um Kirchfidisch ist als solches gekennzeichnet |        | 1954  |
| 1    | Datei hochladen | Weißeiche mit Kiefer                  | OW-066  | Kohfidisch KG: Kirchfidisch GrStNr: 2180/2 Standort                    | Anmerkung: Keines der NDs um Kirchfidisch ist als solches gekennzeichnet |        | 1954  |
| 1    | Datei hochladen | Weißdornbaum                          | OW-067  | Kohfidisch KG: Kirchfidisch GrStNr: 2180/2 Standort                    | Anmerkung: Keines der NDs um Kirchfidisch ist als solches gekennzeichnet |        | 1954  |
| 1    | Datei hochladen | 1 Stieleiche                          | OW-068  | Kohfidisch KG: Harmisch GrStNr: 987 Standort                           | Anmerkung: Keines der NDs um Kirchfidisch ist als solches gekennzeichnet |        | 1954  |
| 0 BW | Datei hochladen | 1 Stieleiche                          | OW-069  | Kohfidisch KG: Harmisch GrStNr: 998 Standort                           |                                                                          |        | 1954  |
| 0    | Datei hochladen | Gruppe von Weiden und Eichen          | OW-13?? | Kohfidisch KG: Kohfidisch                                              |                                                                          |        | 1954  |
| 1    | Datei hochladen | Eichenallee                           | OW-004  | Kohfidisch KG: Kohfidisch Standort                                     |                                                                          |        | 1954  |
| 1    | Datei hochladen | 1 Edelkastanie                        | OW-070  | Rechnitz KG: Rechnitz GrStNr: 5729 Standort                            |                                                                          |        | 1967  |
| 1    | Datei hochladen | 1 Edelkastanie                        | OW-071  | Rechnitz KG: Rechnitz GrStNr: 5712/4 Standort                          |                                                                          |        | 1971  |
| 1    | Datei hochladen | 1 Traubeneiche                        | OW-072  | Pinkafeld KG: Pinkafeld GrStNr: 6756/1 Standort                        |                                                                          |        | 1971  |
| 1    | Datei hochladen | 1 Platane                             | OW-073  | Pinkafeld KG: Pinkafeld GrStNr: 706 Standort                           |                                                                          |        | 1973  |
| 1    | Datei hochladen | 1 Platane                             | OW-074  | Pinkafeld KG: Pinkafeld GrStNr: 757/38 Standort                        |                                                                          |        | 1976  |
| 0    | Datei hochladen | Hohlweg                               | OW-22?? | Pinkafeld KG: Pinkafeld                                                |                                                                          |        | 1992  |
| 0 BW | Datei hochladen | Felsentrockenrasen am Hohenstein      | OW-23?? | Bernstein KG: Stuben GrStNr: 331/1 Standort                            |                                                                          |        | 1993  |
| 0 BW | Datei hochladen | Rosskastanie                          | OW-4251 | Bernstein KG: Bernstein Standort                                       |                                                                          |        | 2020  |
| 1    | Datei hochladen | Naturhöhle                            | OW-24?? | Kohfidisch KG: Kirchfidisch Standort                                   | Anmerkung: Keines der NDs um Kirchfidisch ist als solches gekennzeichnet |        | 1993  |
| 1    | Datei hochladen | Ginkgo biloba                         | OW-055  | Rotenturm an der Pinka KG: Rotenturm an der Pinka GrStNr: 964 Standort | Der Baum befindet sich im Schlosspark Rotenturm, Privatbesitz.           |        | 2013  |
| 1    | Datei hochladen | Mammutbaum (Sequoiadendrum giganteum) | OW-057  | Rotenturm an der Pinka KG: Rotenturm an der Pinka GrStNr: 964 Standort | Der Baum befindet sich im Schlosspark Rotenturm, Privatbesitz.           |        | 2013  |
| 1    | Datei hochladen | Platane (Platanus sp.)                | OW-058  | Rotenturm an der Pinka KG: Rotenturm an der Pinka GrStNr: 964 Standort | Der Baum befindet sich im Schlosspark Rotenturm, Privatbesitz.           |        | 2013  |
| 1    | Datei hochladen | Kiefer                                | OW-059  | Rotenturm an der Pinka KG: Rotenturm an der Pinka GrStNr: 964 Standort | Der Baum befindet sich im Schlosspark Rotenturm, Privatbesitz.           |        | 2013  |
| 1    | Datei hochladen | Roteiche (Quercus rubra)              | OW-060  | Rotenturm an der Pinka KG: Rotenturm an der Pinka GrStNr: 964 Standort | Der Baum befindet sich im Schlosspark Rotenturm, Privatbesitz.           |        | 2013  |
| 1    | Datei hochladen | Blutbuche (Fagus sylvatica purpurea)  | OW-056  | Rotenturm an der Pinka KG: Rotenturm an der Pinka GrStNr: 964 Standort | Der Baum befindet sich im Schlosspark Rotenturm, Privatbesitz.           |        | 2013  |
| 1    | Datei hochladen | Sumpfzypresse (Taxodium distichum)    | OW-061  | Rotenturm an der Pinka KG: Rotenturm an der Pinka GrStNr: 961 Standort | Der Baum befindet sich im Schlosspark Rotenturm, Privatbesitz.           |        | 2013  |
| 0 BW | Datei hochladen | Sumpfzypresse (Taxodium distichum)    | OW-063  | Rotenturm an der Pinka KG: Rotenturm an der Pinka GrStNr: 961 Standort | Der Baum befindet sich im Schlosspark Rotenturm, Privatbesitz.           |        | 2013  |
| 1    | Datei hochladen | Tulpenbaum (Liriodendron tulipifera)  | OW-062  | Rotenturm an der Pinka KG: Rotenturm an der Pinka GrStNr: 961 Standort | Der Baum befindet sich im Schlosspark Rotenturm, Privatbesitz.           |        | 2013  |

## Ehemalige Naturdenkmäler
| Foto |                 | Name         | ID    | Standort                    | Beschreibung | Fläche | Datum |
| ---- | --------------- | ------------ | ----- | --------------------------- | ------------ | ------ | ----- |
| 0    | Datei hochladen | 1 Stieleiche | OW-04 | Kohfidisch KG: Kohfidisch   |              |        | 1954  |
| 0    | Datei hochladen | 1 Kiefer     | OW-06 | Kohfidisch KG: Kirchfidisch |              |        | 1954  |
| 0    | Datei hochladen | 1 Stieleiche | OW-10 | Kohfidisch KG: Harmisch     |              |        | 1954  |
| 0    | Datei hochladen | 1 Stieleiche | OW-11 | Kohfidisch KG: Kohfidisch   |              |        | 1954  |
| 0    | Datei hochladen | Weißkiefer   | OW-14 | Kohfidisch KG: Kohfidisch   |              |        | 1954  |
| 0    | Datei hochladen | 1 Weißtanne  | OW-15 | Kohfidisch KG: Kohfidisch   |              |        | 1954  |

| Foto:                    | Fotografie des Naturdenkmals. Klicken des Fotos erzeugt eine vergrößerte Ansicht. Daneben finden sich zwei Symbole: \| Weitere Bilder vorhanden \| Das Symbol bedeutet, dass weitere Fotos des Objekts verfügbar sind. Durch Klicken des Symbols werden sie angezeigt. \| \| Eigenes Foto hochladen \| Durch Klicken des Symbols können weitere Fotos des Objekts in das Medienarchiv Wikimedia Commons hochgeladen werden. \| |
| Name:                    | Bezeichnung des Naturdenkmals laut offiziellen Quellen |
| ID                       | Identifikator |
| Standort:                | Es ist die Gemeinde und falls vorhanden die Adresse angegeben. Darunter sind die Katastralgemeinde (KG) und die Grundstücksnummer angeführt. Durch Aufruf des Links Standort wird die Lage des Denkmals in verschiedenen Kartenprojekten angezeigt. |
| Beschreibung             | Kurze Beschreibung des Naturdenkmals |
| Fläche                   | Fläche des Naturdenkmals in Hektar (ha) |
| Datum                    | Datum oder Jahr der Unterschutzstellung |
| Weitere Bilder vorhanden | Das Symbol bedeutet, dass weitere Fotos des Objekts verfügbar sind. Durch Klicken des Symbols werden sie angezeigt. |
| Eigenes Foto hochladen   | Durch Klicken des Symbols können weitere Fotos des Objekts in das Medienarchiv Wikimedia Commons hochgeladen werden. |